# BMW S85
Il BMW S85 (per esteso S85B50) è un motore V10 a Ciclo Otto prodotto dal 2005 al 2010 dalla Casa automobilistica tedesca BMW.

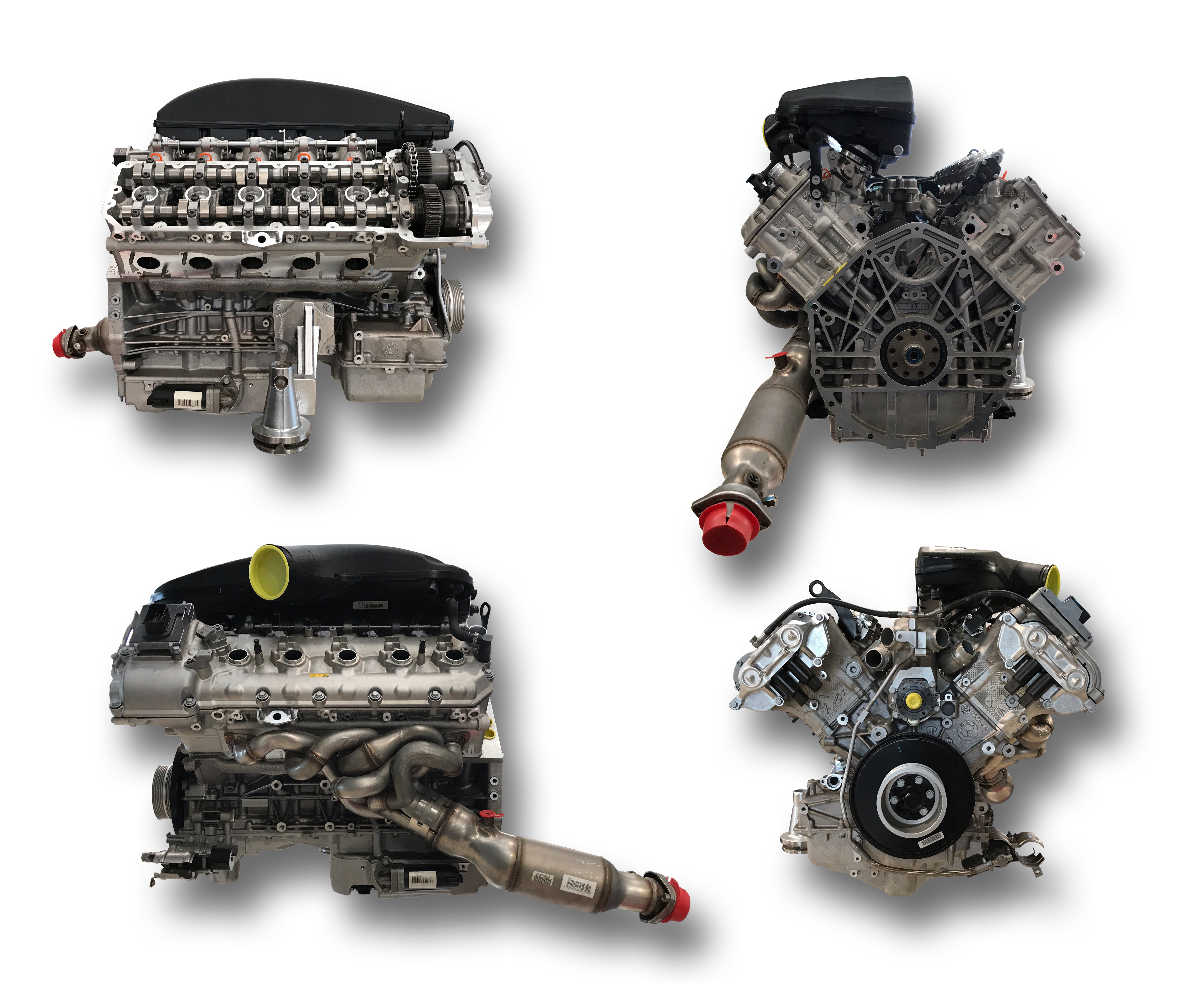
Vista su quattro lati della BMW V10

## Caratteristiche

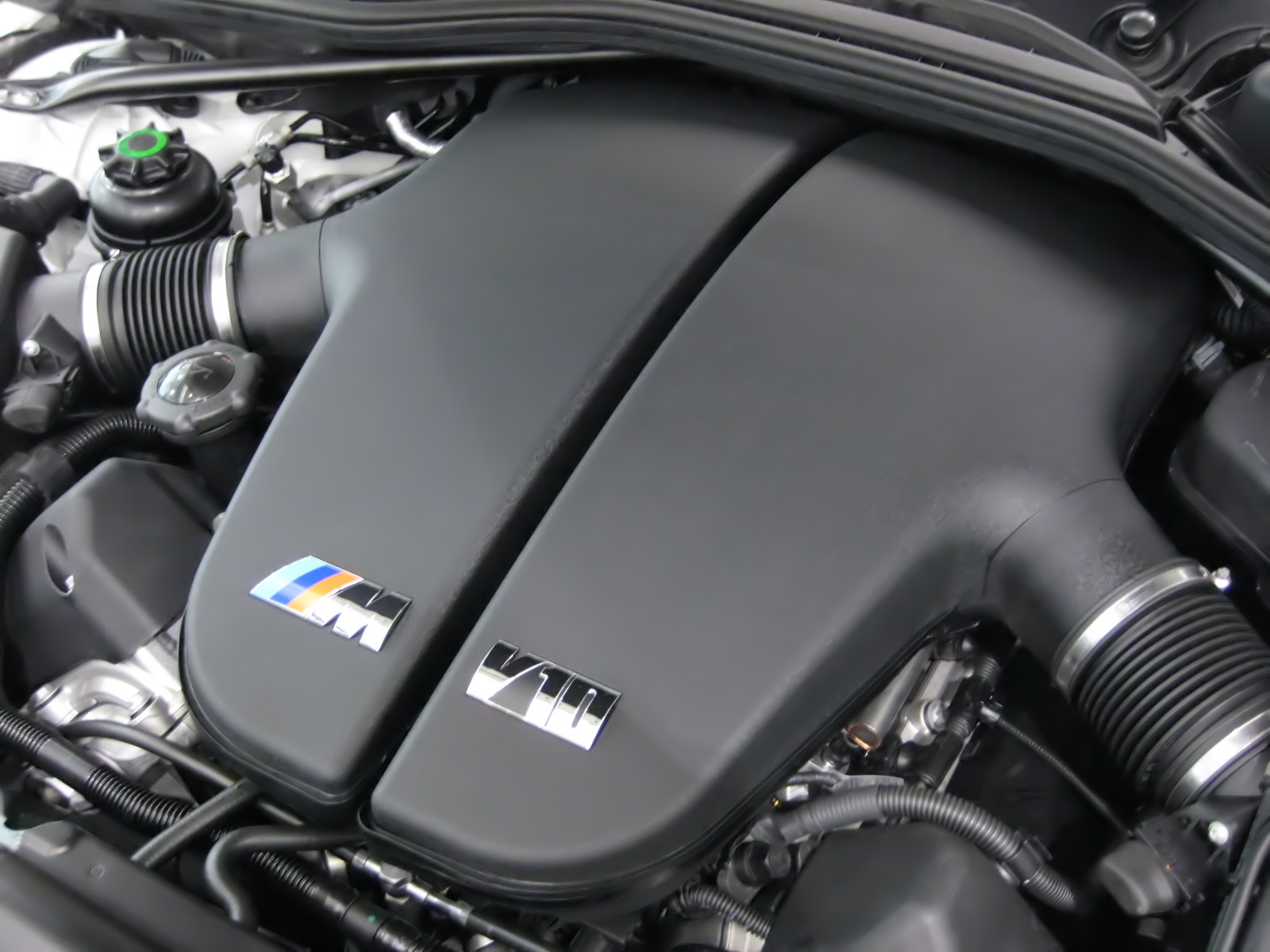
Vista del V10 S85B50

Questo motore ad elevate prestazioni è uno tra i migliori prodotti dalla BMW, come testimonia anche il titolo assoluto all'International Engine of the Year conquistato nel 2005. Si tratta inoltre di un'altra tappa di rilievo nell'evoluzione motoristica della Casa bavarese, poiché rappresenta il primo V10 BMW ad essere montato su una vettura stradale.

Il propulsore S85B50 nasce anche traendo insegnamento dall'esperienza BMW in Formula 1. Dai motori utilizzati in tale campo, infatti, derivano alcune soluzioni applicate su tale motore, che è stato progettato e realizzato ex novo, senza derivare quindi da altri motori BMW già esistenti.

Una delle caratteristiche salienti di tale motore è la ricerca della leggerezza, limitando il peso a 240 kg. Tra le altre caratteristiche vi è la capacità di raggiungere alti regimi di rotazione, in particolare, il BMW S85B50 raggiunge la zona rossa ad 8250 giri/min.

### Testate
Le due testate sono in lega di alluminio. Ogni testata è a quattro valvole per cilindro: le punterie sono idrauliche e sono realizzate in lega leggera, così come le valvole stesse, per le quali può essere utilizzata una sola molla di richiamo.

La distribuzione è a doppio albero a camme in testa per bancata, ed utilizza il sistema Doppio Vanos. Sempre per eliminare peso superfluo, gli assi a camme sono cavi. Trattandosi di un motore Motorsport aspirato è sprovvisto del sistema Valvetronic.

### Monoblocco
Per il monoblocco si è scelto di adottare la soluzione dell'alusil, una lega in alluminio e silicio (presente in una percentuale pari al 17%) che, sottoposta ad un trattamento elettrochimico, espone in superficie i cristalli di silicio dando luogo a canne cilindri che in un certo senso sono "integrate" nel monoblocco.
Le due bancate di cilindri formano fra loro un angolo di 90°, un'angolazione ritenuta migliore dai tecnici Motorsport per bilanciare le masse e dare un contributo sostanziale per ridurre le vibrazioni, soprattutto quelle che potrebbero interessare l'albero a gomiti.
I dieci cilindri del V10 hanno misure di alesaggio e corsa pari a 92x75.2 mm, da cui viene ottenuta una cilindrata di 4998 cm³.

Rilevante il valore del rapporto di compressione, pari a 12:1.

L'intero monoblocco è stato realizzato utilizzando prevalentemente lega di alluminio, tranne alcuni particolari in acciaio.

### Albero a gomiti
L'albero a gomiti è di costruzione particolare, poiché è stato costruito come se fosse destinato ad un motore a 5 cilindri: è infatti a 6 perni di banco (come normalmente si può aspettare da un V10), ma a soli 5 perni di manovella anziché 10, su ognuno di quali viene alloggiata una coppia di bielle. Inoltre, come su un 5 cilindri, le fasi di scoppio tra i vari cilindri sono stati posti a 144° tra loro. I perni di manovella, però, formano un angolo d 72° tra ognuno di essi. Il fatto che le due bancate siano a 90° tra loro, e non a 72° (come dovrebbe essere per assecondare la disposizione dei perni di manovella), dà luogo al fatto che le fasi di scoppio nei cilindri non avvengano in maniera uniforme, ma alternativamente a 90° e 54°. Ciò conferisce un suono particolare al motore, che può non essere gradito per via della mancanza di una certa rotondità ed il suo alloggiamento è stato progettato e realizzato appositamente per contribuire ulteriormente a dissipare le vibrazioni del motore.

### Lubrificazione
Il sistema di lubrificazione è assai complesso, poiché prevede un sistema costituito da quattro pompe. Questo perché le pompe svolgono anche una funzione di richiamo dell'olio in caso di forti accelerazioni laterali che ne impedirebbero la normale circolazione.

### Aspirazione e scarico
Come da tradizione nei motori firmati Motorsport, anche l'unità S85B50 monta un corpo farfallato per ogni cilindro. A distanza di circa vent'anni dalla M3 E30, che già montava tale soluzione, quella del corpo farfallato per ogni cilindro è ancora una soluzione puramente tipica delle vetture da competizione. Anche sul questo V10 S85 i corpi farfallati sono governati elettronicamente.

Il sistema di scarico, invece, utilizza un tubo in acciaio inossidabile senza giunture, e che termina nei consueti quattro terminali, segno distintivo delle BMW recanti la M del reparto sportivo BMW.

### Alimentazione ed accensione
Il motore S85 dispone di una centralina elettronica che governa ogni minima attività di questo propulsore. Oltre a governare i parametri necessari all'ottimale dosatura di carburante e all'ideale riempimento dei cilindri, essa si occupa di coordinare la fasatura delle valvole, l'impostazione del sistema bi-VANOS e l'azionamento dei corpi farfallati.

L'accensione è integrata nella centralina, della quale rappresenta un'altra rilevante caratteristica. Il sistema di gestione dell'accensione è in grado di rilevare anomalie nell'accensione o nella combustione (per esempio eventuali fenomeni di detonazione) ed utilizza l'innovativa tecnologia della corrente ionica, grazie alla quale vengono rilevati eventuali battiti in testa. Tale sistema si serve di due bobine che fungono da sensori, una per ogni bancata.

### Prestazioni
Le prestazioni dell'unità S85B50 sono notevoli: un picco di potenza massima di 373 kW (507 CV) a 7750 giri/min, raggiunge il valore di coppia motrice massima, pari a 521 Nm a 6100 giri/min. Il propulsore vanta valori di potenza specifica e coppia specifica, rispettivamente di 101,44 CV/litro e di 104,24 N·m/litro.

### Applicazioni
Questo motore è stato montato sui seguenti modelli:
- BMW M5 E60/E61 (2005-10);
- BMW M6 (2005-10);
- Wiesmann MF5 (2008-10).